# دوغوكان هاسبولات
دوغوكان هاسبولات (11 فبراير 2000 بهولندا - ) هو لاعب كرة قدم هولندي في مركز الوسط. لعب مع نادي إكسلسيور.

## روابط خارجية
- دوغوكان هاسبولات على موقع الاتحاد الأوربي (الإنجليزية)
- دوغوكان هاسبولات على موقع اتحاد تركيا (لاعب) (الإنجليزية)
- دوغوكان هاسبولات على موقع قاعدة بيانات كرة القدم.إي يو (الإنجليزية)
- دوغوكان هاسبولات على موقع Soccerway.com (الإنجليزية)
- دوغوكان هاسبولات على موقع عالم كرة القدم.نت (الإنجليزية)